# La Proiselière-et-Langle
La Proiselière-et-Langle è un comune francese di 176 abitanti situato nel dipartimento dell'Alta Saona nella regione della Borgogna-Franca Contea.

## Società

### Evoluzione demografica
Abitanti censiti